# Skupina dubů v ulici U dubu
Skupina dubů v ulici U dubu je osm památných stromů dubů letních (Quercus robur) v Jirkově v okrese Chomutov v Ústeckém kraji.
Duby rostou v Mostecké pánvi v nadmořské výšce 300 m v centru města u křižovatky ulic U dubu a Jezerská.

## Základní údaje
Obvody kmenů měří od 221 do 512 cm, koruny stromů dosahují do výšky 12 až 19 metrů (měření 2009). V roce 2009 bylo stáří stromů odhadováno na 250 let.
Duby jsou chráněné od roku 1995 jako krajinné dominanty, stromy s významným habitem, stářím a vzrůstem.

## Stromy v okolí
- Dub v Křižíkově ulici (zaniklý)
- Hlošina u Olejomlýnského parku v Jirkově
- Dub u Červeného Hrádku
- Jasan u cesty